# 夏易
夏易（1457年—？），字連山，直隸揚州府江都縣人，軍籍，明朝政治人物。

## 生平
成化十六年（1480年）庚子科應天府鄉試第十四名舉人。弘治六年（1493年）中式癸丑科會試第九十四名，二甲第六十六名進士。八年四月授户科給事中，十三年九月升福建按察司佥事，十四年十二月考察去職。

## 家族
曾祖夏珪；祖父夏文質；父夏禮，前母宋氏；母陳氏。永感下。兄銘。弟鋭。